# Kommunalvalen i Finland 1988
Kommunalval i Finland (dock inte Åland) hölls den 16 och 17 oktober 1988 för mandatperioden 1989-1992. Antalet röstberättigade var 3 745 810 och av dem deltog 2 641 685 eller 70,5 % i valet. Största parti blev socialdemokraterna, medan centern vann flest fullmäktigeplatser.
Kommunalvalen på Åland hade hållits 1987. 

## Bakgrund
Valet förrättades i enlighet med den kommunala vallagen av år 1972 (361/72). Rätt att ställa upp i valet med kandidater hade dels Finlands registrerade partier samt valmansföreningar. Minst 10 röstberättigade i en kommun krävdes för att bilda en valmansförening.

## Valresultat
Nedanstående resultat ger en total sammanställning av valen i hela Finland. För resultatet i varje kommun för sig, se respektive kommunartikel.

| Parti eller valmansförening | Parti eller valmansförening                 | Röster             | Röster       | Röster | Röster | Mandatfördelning | Mandatfördelning |
| Parti eller valmansförening | Parti eller valmansförening                 | Antal              | Röstskillnad | %      | +− %   | Antal            | +−               |
| --------------------------- | ------------------------------------------- | ------------------ | ------------ | ------ | ------ | ---------------- | ---------------- |
|                             | Finlands Socialdemokratiska Parti           | 663 692            | −2 526       | 25,3   | +0,5   | 2 866            | +36              |
|                             | Samlingspartiet                             | 601 468            | −17 796      | 23,0   | -0,1   | 2 392            | -31              |
|                             | Centern i Finland                           | 554 924            | +9 890       | 21,2   | +0,9   | 4 227            | +175             |
|                             | Demokratiska förbundet för Finlands folk    | 270 532            | −84 050      | 10,3   | -2,9   | 1 209            | −273             |
|                             | Svenska folkpartiet                         | 139 209            | +1 372       | 5,3    | +0,2   | 712              | +11              |
|                             | Finlands landsbygdsparti                    | 95 258             | −47 216      | 3,6    | -1,7   | 453              | -186             |
|                             | Finlands Kristliga Förbund                  | 71 614             | −8 841       | 2,7    | -0,3   | 273              | +16              |
|                             | Demokratiskt Alternativ                     | 62 154             | Ny           | 2,4    | Ny     | 127              | Ny               |
|                             | Obundna gröna valmansföreningar             | 56 974             | −19 467      | 2,2    | -0,7   | 81               | -20              |
|                             | Liberala folkpartiet                        | 29 339             | Ny           | 1,1    | Ny     | 62               | Ny               |
|                             | Finlands Pensionärsparti                    | 7 295              | Ny           | 0,3    | Ny     | 5                | Ny               |
|                             | Konstitutionella högerpartiet               | 4 672              | −5 186       | 0,2    | -0,2   | 1                | -4               |
|                             | Gröna förbundet                             | 4 208              | Ny           | 0,2    | Ny     | 10               | Ny               |
|                             | Gröna                                       | 1 494              | Ny           | 0,1    | Ny     | 2                | Ny               |
|                             | Partiet Pensionärerna och Grönt ansvar      | 560                | Ny           | 0,0    | Ny     | 0                | 0                |
|                             | Övriga socialistiska valmansföreningar      | 6 176              | −11 940      | 0,2    | -0,4   | 25               | +2               |
|                             | Övriga icke-socialistiska valmansföreningar | 6 530              | +879         | 0,2    | ±0     | 26               | +3               |
|                             | Fristående valmansföreningar                | 43 466             | +12 341      | 1,7    | +0,5   | 151              | +30              |
| Antal giltiga röster        | Antal giltiga röster                        | 2 619 565          | −67 490      | 100,0  |        | 12 622           | -35              |
| Ogiltiga röster             | Ogiltiga röster                             | 22 120             |              |        |        |                  |                  |
| Totalt                      | Totalt                                      | 2 641 685 (70,5 %) |              |        |        |                  |                  |

Gröna förbundet bildat 1987 och Gröna bildat 1988 (från 1992 benämnt Ekologiska partiet) ställde endast upp till val i ett fåtal kommuner medan i de allra flesta kommunerna som till exempel Helsingfors ställde lokala gröna valmansföreningar upp till val.